# Dirk Kramer
Dirk Kramer is een personage uit de Harry Potter-boekenreeks van de Britse schrijfster J.K. Rowling.
Kramer was een tovenaar met Dreuzelouders. Hij wordt in het zesde boek heel even genoemd door Hildebrand Slakhoorn met de opmerking dat hij ondanks dat hij een dreuzeltelg was, toch een getalenteerde tovenaar was die in het Ministerie van Toverkunst werkzaam was als het hoofd van het Contactpunt Kobolden.
In het zevende deel uit de boekenserie bekijkt de volbloedtovenaar Rigeur Kramers stamboom en komt erachter dat hij een zogenaamde "Dreuzeltelg" is, een tovenaar met niet-magische ouders. Dreuzeltelgen werden destijds gezocht door de Bloedhonden, heksen en tovenaars die in opdracht van Heer Voldemort Dreuzels, Bloedverraders (tovenaars die relaties aangaan met Dreuzels) of Modderbloedjes vermoorden. Dirk duikt samen met de kobolden Grijphaak en Goornik en met de dreuzeltelgen Ted Tops en Daan Tomas onder.
In de loop van het verhaal wordt hij samen met Goornik en Ted Tops vermoord door een groep Bloedhonden, onder leiding van de weerwolf Fenrir Vaalhaar.